# دالاس باك
دالاس باك (بالإنجليزية: Dallas Buck)‏ هو لاعب كرة قاعدة أمريكي، ولد في 11 نوفمبر 1984 في نيوبيرغ في الولايات المتحدة.